# Крузе, Эльза Эдуардовна
Эльза Эдуардовна Крузе (05 июня 1920 — 09 января 1993) — советский историк, исследовательница истории рабочего класса и экономики дореволюционной России, доктор исторических наук. Лауреат Государственной премии СССР (1975).

## Биография
Родилась 5 июня 1920 года в посёлке Всеволожский Шлиссельбургского уезда Петроградской губернии в семье депутата Всеволожского поссовета первого созыва, председателя Всеволожского комитета крестьянской общественной взаимопомощи, служащего Губернского управления советскими хозяйствами, Эдварда (Эдуарда) Юрьевича Крузе и Екатерины Павловны Карконен. После рождения дочери, семье Крузе, проживавшей «при Рябовской Советской больнице» был выделен дом с участком на Заводской улице. 
В возрасте 10 лет потеряла мать. 20 апреля 1932 года её отец был арестован по сфабрикованному делу «Инкери». По мнению следствия в 1930—1932 годах в Ленинграде в корыстных целях он оказывал «содействие членам контр-революционных группировок, организованных на территории Советской Ингерманландии Карельским Академическим обществом, Ингерманландским Комитетом и Финским Генеральным Штабом, в получении паспортов финских подданных и виз на выезд из пределов СССР, получая за это вознаграждение, в частности Крузе получил более 100 рублей…».
В 13 лет вместе с сестрами переехала в Казахскую АССР за высланным туда отцом, который после освобождения работал старшим зоотехником и в 1948 году скончался.
Эльза Эдуардовна Крузе, воссоединившись с отцом, проживала в Караганде-2, где окончила в возрасте 18 лет среднюю школу и поступила в Ленинградский коммунистический институт имени Н. К. Крупской.
Во время Великой Отечественной войны проживала в Караганде-2, где работала завучем Компанейского детского дома, где воспитывались 700 детей, эвакуированных из оккупированных немцами западных регионов СССР.
В 1943 году этот детдом был призван лучшим в Казахстане, а сама Эльза Крузе была награждена (в 1944 году) грамотой Президиума Верховного Совета КазССР, а в 1945 году — медалью «За доблестный труд в Великой Отечественной войне».
После окончания войны поступила в 1945 году на 3-й курс исторического факультета Харьковского пединститута и оттуда через год, в 1946 году, перевелась на последний курс Ленинградского педагогического института им. А. И. Герцена, который окончила в 1947 г. с отличием.
Окончив аспирантуру, в феврале 1951 года защитила кандидатскую диссертацию «Стачечная борьба петербургского пролетариата в годы революционного подъёма (1912—1914)», которая положила начало последующим многолетним исследованиям в области истории рабочих России и Петербурга.
После защиты стала работать младшим научным сотрудником Ленинградского отделения Института истории АН СССР, в которой работала до выхода на пенсии тридцать лет.
Принимала участие в написании «Очерков истории Ленинграда», где отвечала за период предвоенного революционного подъёма, а также общественной и экономической жизни Петербурга с 1890 по 1914 год. В 1964 году написала главу, посвященному восстановлению народного хозяйства этого города.
Государственной премии в области науки удостоена в составе коллектива авторов за научный труд «История рабочих Ленинграда. 1703—1965» (1972). В 1976 году защитила докторскую диссертацию «Положение рабочего класса России в 1900—1914 гг.».
Скончалась 9 января 1993 года после тяжелой продолжительной болезни.

## Основные работы
- Очерки истории Ленинграда / АН СССР. Ин-т истории. — М.; Л.: Изд-во АН СССР, 1955. (в соавт.)
- Петербургские рабочие в 1912—1914 гг.. — Л.: Изд-во Акад. наук СССР. [Ленингр. отд-ние], 1961. — 345 с.
- Положение рабочего класса России в 1900—1914 гг.. — Л.: Наука, 1976. — 299 с.
- Условия труда и быта рабочего класса России в 1900—1914 гг. / отв. ред. Т. М. Китанина. — Л.: Наука, 1981. — 143 с.